# 横浜ジャズプロムナード
横濱ジャズプロムナード （よこはま－、英: Yokohama Jazz Promenade）は、毎年10月上旬の土日に横浜市の桜木町駅、関内駅周辺を中心に開催されるジャズコンサート（フェスティバル）。正式名称は横濱JAZZ PROMENADE。“横濱JAZZプロムナード”と表記されることも多い。
両駅を中心とした地域で、各種ホールやライブハウス、街頭を会場とし、プロとアマチュア両方の演奏家、総計1500人以上が参加して、十数万人の観客を動員する大規模なジャズフェスティバルである。主催は横浜ジャズ協会をはじめとするボランティアを中心とする横濱ジャズプロムナード実行委員会。事務局は横浜市芸術文化振興財団が務める。運営にあたっては約300人のボランティアスタッフ“横濱ジャズ・クルー”が活躍する。

## 開催形式
横濱ジャズプロムナードは、“地域興し”を目的に企画され、1993年より開催されている。ディキシーランド・ジャズからフリー・ジャズまで幅広いスタイルのステージを企画しているが、ヨーロピアンジャズの紹介に特に力を入れており、欧州各地から招聘したミュージシャンを毎年目玉の一つに据えている。またコンペティションを行うなど新人の発掘にも熱心である。
毎年正午から21時過ぎまで各会場で並行的にステージが開催されており、観客は好みの会場を聞いて回る形式となっている。開催会場は毎年固定されたものではなく、年によって会場となるホール、ならないホールがある。なお2006年度の代表的な会場としては横浜赤レンガ倉庫やランドマークホール、関内大ホールなどがあげられる。
サッカーのFIFAワールドカップに合わせて5月開催となった2002年度を除き、横浜オクトーバーフェストと開催日程が重なることがほとんどで、この週末横浜は多くの観光客でにぎわう。2019年は、台風19号の接近に伴う悪天候が予想されることから開催が中止された。